# Celtic Thunder: It's Entertainment!
It’s Entertainment! es el cuarto álbum de estudio del conjunto musical irlandés Celtic Thunder lanzado oficialmente el 9 de febrero de 2010 por Decca Records.
Los vocalistas en esta cuarta producción oficial de estudio son George Donaldson, Ryan Kelly, Damian McGinty, Keith Harkin, Paul Byrom y el nuevo integrante, Neil Byrne. La edición de 2015 cuenta además con Colm Keegan y Emmet O'Hanlon.

## Lista de temas

### Edición de 2010[1]
| It's Entertainment! |                                                         |                                                      |          |  |
| N.º                 | Título                                                  | Intérprete(s)                                        | Duración |  |
| 1.                  | «Home»                                                  | Damian McGinty                                       | 3:43     |  |
| 2.                  | «Life with You»                                         | George Donaldson                                     | 3:12     |  |
| 3.                  | «Lough Swilly Railway»                                  | Celtic Thunder Band                                  | 2:33     |  |
| 4.                  | «Hallelujah»                                            | Kelly / Harkin / Byrne                               | 3:09     |  |
| 5.                  | «Just Like Jesse James»                                 | Charley Bird                                         | 2:48     |  |
| 6.                  | «Hard to Say I'm Sorry»                                 | Keith Harkin                                         | 3:48     |  |
| 7.                  | «Bad Bad Leroy Brown»                                   | Ryan Kelly                                           | 3:24     |  |
| 8.                  | «Doo Wacka Doo»                                         | Paul Byrom                                           | 3:34     |  |
| 9.                  | «Amazing Grace»                                         | Donaldson / Kelly / McGinty / Harkin / Byrom / Byrne | 3:59     |  |
| 10.                 | «Hello Again»                                           | George Donaldson                                     | 3:31     |  |
| 11.                 | «When You Wish Upon a Star»                             | Neil Byrne                                           | 3:44     |  |
| 12.                 | «Standing on the Corner»                                | Damian McGinty                                       | 2:32     |  |
| 13.                 | «Surfer Medley • Surf City •Fun, Fun, Fun •Surfin' USA» | Keith Harkin                                         | 3:10     |  |
| 14.                 | «Sway»                                                  | Paul Byrom                                           | 2:58     |  |
| 15.                 | «Everything I Do (I Do It For You)»                     | Ryan Kelly                                           | 3:45     |  |
| 16.                 | «I Still Haven't Found What I'm Looking For»            | Donaldson / Kelly / McGinty / Harkin / Byrom         | 3:30     |  |
| 53:20               |                                                         |                                                      |          |  |

### Edición de 2015
La reedición de 2015 cuenta con dos nuevas versiones de temas del lanzamiento original grabadas por los nuevos integrantes de la época (2015), así mismo se han eliminado algunos temas.
| It's Entertainment! |                                                             |                                            |          |  |
| N.º                 | Título                                                      | Intérprete(s)                              | Duración |  |
| 1.                  | «Hallelujah»                                                | Kelly / Harkin / Byrne                     | 3:09     |  |
| 2.                  | «Home»                                                      | Damian McGinty                             | 3:43     |  |
| 3.                  | «Everything I Do (I Do It For You)»                         | Ryan Kelly                                 | 3:45     |  |
| 4.                  | «Hello Again»                                               | George Donaldson                           | 3:31     |  |
| 5.                  | «Hard to Say I'm Sorry»                                     | Keith Harkin                               | 3:48     |  |
| 6.                  | «When You Wish Upon a Star»                                 | Neil Byrne                                 | 3:44     |  |
| 7.                  | «Sway (2015 Version)»                                       | Colm Keegan                                | 2:51     |  |
| 8.                  | «Standing on the Corner»                                    | Damian McGinty                             | 2:32     |  |
| 9.                  | «Surfer Medley • Surf City •Fun, Fun, Fun •Surfin' USA»     | Keith Harkin                               | 3:10     |  |
| 10.                 | «Bad Bad Leroy Brown»                                       | Ryan Kelly                                 | 3:24     |  |
| 11.                 | «I Still Haven't Found What I'm Looking For (2015 Version)» | O'Hanlon / Kelly / Keegan / Harkin / Byrne | 3:33     |  |
| 37:10               |                                                             |                                            |          |  |